# Cervo (Hiszpania)
Cervo – nadmorskie miasto w Hiszpanii w północno - wschodniej Galicji w prowincji Lugo. Cervo to jeden z najbardziej znanych ośrodków wypoczynkowych północnej Hiszpanii z szerokimi i długimi plażami, ponadto znajduje się tu jedna z największych odlewni ceramiki w Europie.